# Moebelia
Moebelia es un género de arañas araneomorfas de la familia Linyphiidae. Se encuentra en la zona paleártica.

## Lista de especies
Según The World Spider Catalog 12.0:
- Moebelia berolinensis (Wunderlich, 1969)
- Moebelia penicillata (Westring, 1851)
- Moebelia rectangula Song & Li, 2007